# Paul Eppel
Paul Eppel (* 29. Juni 1918 in Ludwigshafen am Rhein; † 16. April 2009 ebenda) war einer der erfolgreichsten deutschen Langstreckenläufer.
Anfang der 1960er Jahre begann Eppel, der von Beruf Kaufmann war, an Laufveranstaltungen im In- und Ausland teilzunehmen. Von 1962 bis 1990 errang er dabei 4214 Teilnehmermedaillen. Dieser Rekord brachte ihm den Eintrag „bekanntester Volksläufer“ im Guinness-Buch der Rekorde. Das Rekordbuch verzeichnete ihn 15 Jahre lang. Er soll in Wettkämpfen zusammengerechnet über 100.000 Kilometer zurückgelegt haben und hat somit mehrfach den Erdball umrundet.
Eppel nahm an Volks- und Marathonläufen teil, darunter in Japan und den USA.
Auszeichnungen
- Bekanntester Volksläufer
- Ehrenmitglied des Polizei-Sportvereins Ludwigshafen